# Wholly Foreign-Owned Enterprise
Dieser Artikel wurde aufgrund inhaltlicher und/oder formaler Mängel auf der Qualitätssicherungsseite des Portals Wirtschaft eingetragen. 
Du kannst helfen, indem du die dort genannten Mängel beseitigst oder dich an der Diskussion beteiligst.
Eine Wholly Foreign-Owned Enterprise (WFOE) ist eine Unternehmensform und eine Form des Markteintritts nach China. Diese ist eine begrenzt haftende Unternehmensform, welche der deutschen Gesellschaft mit beschränkter Haftung ähnelt. Eine WFOE ermöglicht, anders als während der Gründung eines Repräsentanzbüros, ausländischen Firmen das Einstellen von lokalen und ausländischen Arbeitskräften sowie die Durchführung von gewinnbringenden Aktivitäten wie z. B. das Anbieten von Dienstleistungen, die Herstellung, den Handel und den Export von Waren. Die Unternehmung kann ohne die Zusammenarbeit mit einem chinesischen Partner unabhängig in China agieren.

## Vorteile
Aufgrund von Vorteilen im Vergleich zur Gründung einer Joint Venture oder eines Representative Office, ist der Markteintritt in Form einer WFOE die beliebteste Möglichkeit ausländischer Investoren.
- Unabhängigkeit und Selbstständigkeit garantiert, da kein chinesischer Partner benötigt wird um im chinesischen Markt zu agieren.
- Ausstellung von chinesischen Rechnung in RMB.
- Ausführung von Gewinnen ins Ausland möglich.
- Selbstständiges Management des Personals.
- Keine Mindestbestandsvoraussetzung des ausländischen Investors.
- Kauf-/Verkauf von Immobilien.

## Nachteile
- Komplexer und zeitaufwändiger Gründungsprozess.[3]
- Hohe Kapitaleinlage und Gründungskosten.
- Kaum Möglichkeiten auf staatliche Zuschüsse.
- Eine WFOE ist voll steuerpflichtig.
- Schließung einer WFOE ist kostspieliger und zeitaufwendiger als bei einem Repräsentanzbüro.[4]

## Ablauf der Gründung
Die Gründung einer WFOE in China kann generell in zwei wichtige Abschnitte eingeteilt werden: Im Vorlauf der Lizenzierung und nach einer erfolgreichen Lizenzierung der WFOE. Während beider Phasen sind wichtige Schritte einzuhalten um eine erfolgreiche Gründung zu garantieren.
Im Vorlauf des Lizenzierung:  
- Zusammenstellung aller erforderlichen Dokumente für den Bewerbungsprozess
- Genehmigung des Firmennamens zur Anmeldung / Vorregistrierung der WFOE
- Registrierung der Dokumente und Unterschrift des Hauptrepräsentanten der WFOE
- Erhalt des Certificate of Approval vom Ministerium für Außenwirtschaftsbeziehungen und Handel
- Erlangung der Gewerbeerlaubnis

Im Nachgang einer erfolgreichen Lizenzierung:
- Registrierung beim örtlichen Büro für öffentliche Sicherheit
- Herstellung der Firmenstempel
- Eröffnung des Firmenbankkontos
- Beantragung der Import- und Exportlizenzen (falls erforderlich)
- Antragstellung für Mwst. Rückerstattung und  auf Steuerrückerstattungsgenehmigung (auf Anfrage)